# 広野村 (兵庫県)
広野村（ひろのむら）は、兵庫県有馬郡に存在した村。

## 概要
1943年12月20日に有馬郡貴志村の一部と中野村をもって新設され、旧貴志村広野地区がこの地区の交通・経済の中心であったところから広野村と命名した。

## 歴史
- 1889年4月1日 - 町村制施行に伴い有馬郡貴志村，中野村が成立。
- 1943年12月20日 - 貴志村の池尻、下深田、上深田、貴志を除く地域と中野村が合併して広野村が成立。
- 1956年9月30日 - 三田町、三輪町、小野村、高平村と合併し、改めて三田町となり消滅。

## 村長
- 後藤正雄

## 地区
- 加茂
- 東野上
- 福島
- 宮脇
- 東末
- 西末
- 北浦
- 上青野村
- 下青野村
- 馬渡
- 上内神
- 下内神
- 沢谷
- 広沢
- 広野
- 上井沢
- 下井沢
- 西野上